# Аббас Джадіді
Аббас Джадіді (перс. عباس جدیدی; нар. 9 лютого 1973, Тегеран) — іранський борець вільного стилю, переможець та дворазовий бронзовий призер чемпіонатів світу, срібний призер та дворазовий чемпіон Азії, чемпіон та срібний призер Азійських ігор, дворазовий володар Кубків світу, срібний призер Олімпійських ігор.

## Біографія
Боротьбою почав займатися з 1981 року. Срібний призер чемпіонату світу 1989 року серед молоді. Виступав за борцівський клуб «Шируді» з Тегерана. На чемпіонаті світу 1993 року він переміг у фіналі американця Мелвіна Дугласа, але тест сечі після закінчення змагань виявив наявність забороненої речовини в організмі. Після цього він втратив медаль і був дискваліфікований на 2 роки. 
Після завершення активних виступів на борцівському килимі зайнявся бізнесом. Він є власником ресторана швидкого харчування, бенкетного і тренажерного залів. 2013 обраний до міської ради Тегерана.
Тренував іранського борця вільного стилю, згодом бійця змішаного стилю Камаля Шалоруса.

## Виступи на Олімпіадах
| Змагання                    | Збірна | Вагова категорія | Місце  |
| --------------------------- | ------ | ---------------- | ------ |
| Літні Олімпійські ігри 1996 | Іран   | 100 кг           | Срібло |
| Літні Олімпійські ігри 2000 | Іран   | 130 кг           | 4      |

У фіналі літніх Олімпійських ігор 1996 року в Атланті поступився Курту Енглу зі Сполучених Штатів Америки. Поєдинок був рівним і завершився з нічийним рахунком 1-1. Рішенням суддів перемога була присуджена господарю змагань Енглу. Джадіді був настільки розгніваний цим рішенням, що не захотів підніматися на подіум, щоб отримати срібну нагороду.
На літніх Олімпійських іграх 2000 року в Сіднеї зайняв лише 4 місце. Спочатку Джадіді поступився борцеві з Росії Давиду Мусульбесу, що став олімпійським чемпіоном, а потім у сутичці за третє місце програв кубинцеві Алексісу Родрігесу.

## Виступи на Чемпіонатах світу
| Змагання                        | Збірна | Вагова категорія | Місце  |
| ------------------------------- | ------ | ---------------- | ------ |
| Чемпіонат світу з боротьби 1991 | Іран   | 90 кг            | 7      |
| Чемпіонат світу з боротьби 1995 | Іран   | 100 кг           | Бронза |
| Чемпіонат світу з боротьби 1998 | Іран   | 97 кг            | Золото |
| Чемпіонат світу з боротьби 1999 | Іран   | 130 кг           | Бронза |
| Чемпіонат світу з боротьби 2001 | Іран   | 130 кг           | 7      |

У фіналі чемпіонату світу 1998 року в рідному Тегерані переміг поляка Марека Гармулевича і став чемпіоном світу.

## Виступи на Чемпіонатах Азії
| Змагання                       | Збірна | Вагова категорія | Місце  |
| ------------------------------ | ------ | ---------------- | ------ |
| Чемпіонат Азії з боротьби 1992 | Іран   | 90 кг            | Срібло |
| Чемпіонат Азії з боротьби 1993 | Іран   | 100 кг           | Золото |
| Чемпіонат Азії з боротьби 1996 | Іран   | 100 кг           | Золото |

## Виступи на Азійських іграх
| Змагання           | Збірна | Вагова категорія | Місце  |
| ------------------ | ------ | ---------------- | ------ |
| Азійські ігри 1998 | Іран   | 97 кг            | Золото |
| Азійські ігри 2002 | Іран   | 120 кг           | Срібло |

## Виступи на Кубках світу
| Змагання                    | Збірна | Вагова категорія | Місце  |
| --------------------------- | ------ | ---------------- | ------ |
| Кубок світу з боротьби 1992 | Іран   | 90 кг            | Золото |
| Кубок світу з боротьби 1998 | Іран   | 97 кг            | Золото |

## Виступи на інших змаганнях
| Змагання              | Збірна | Вагова категорія | Місце |
| --------------------- | ------ | ---------------- | ----- |
| Ігри доброї волі 1998 | Іран   | 97 кг            | 4     |